# 扶余敬
扶余敬（ふよ けい）は百済の義慈王の曾孫であり、百済最後の皇太子である。また、扶余隆の孫である。

## 生涯
祖父である扶余隆が洛陽で亡くなった際に扶余敬の父親はすでに亡くなっており、その代わりに武則天から衛尉卿を授けられ帯方郡王に封じられた。
旧領の回復は全く出来ず、子孫も断絶した。